# Simon Ramet
Simon Ramet (* 13. März 2003 in Boulogne-sur-Mer) ist ein französischer Fußballspieler.

## Karriere
Ramet begann seine fußballerische Ausbildung bei der AS Étaples, ehe er im Jahr 2013 zur US Boulogne wechselte. Nach vier Jahren, 2017, wechselte er in die Jugendakademie des OSC Lille, wo er als ursprünglicher Flügelspieler zum rechten Außenverteidiger umtrainiert wurde. Dort spielte er in der U19-Mannschaft 2019/20 einmal in der UEFA Youth League, wobei er auch traf. 2021/22 spielte er dort weitere zweimal und war mit 16 Einsätzen Stammspieler bei der viertklassigen Zweitmannschaft. Zudem stand er bereits einmal im Kader der Profimannschaft. Nach weiteren Einsätzen für die Reserve kam er nach später Einwechslung bei einem 2:0-Sieg über den FC Toulouse zu seinem Debüt in der Ligue 1.
Im Sommer 2023 wechselte er zur RC Lens und spielte dort für die 2. Mannschaft. Das nächste Jahr hielt einen Wechsel zum National 3-Verein Iris Club de Croix bereit.